# 少数総合的言語
少数総合的言語（しょうすうそうごうてきげんご、oligosynthetic language）、または少数総合型言語:254とは、ベンジャミン・ウォーフが主張した言語の類型で、その言語の語彙を構成するほとんど全ての単語が、極めて少数の語根あるいは形態素に還元できるような言語である:256f.。ウォーフは、ナワトル語やマヤ語が少数総合型言語であると主張した:257。
ウォーフは、1928年9月の第32回アメリカニスト国際会議で、“Aztec linguistics”（アズテク言語学）と題する発表を行ない、アズテク語（ナワトル語）が少数総合型であり、その語彙は35個の語根に還元できると主張した:254。また、1929年12月のアメリカ言語学会では、“Stem series in Maya”（マヤ語における語幹系列）という発表で、マヤ語も少数総合型であると主張した:258。ウォーフは、1931年にエドワード・サピアからイェール大学で言語学の授業を受ける機会を得ているが、これ以降「少数総合型」という考え方は修正されたと見られ、書き物の中でこの概念が直接言及されることはなくなった:263。
上記の “Aztec linguistics” の中で、少数総合型言語の単語を構成する少数の要素について、ウォーフは次のように述べている。
この考え方について、ジョン・B・キャロル（John B. Carroll）は、音象徴の考え方と、言語相対論の前触れを見て取っている:280。